# Liu Bian
Liu Bian (także Hongnong Wang, chiń. 弘农王, albo Shaodi, chiń. 少帝) (ur. 173 albo 176 w Luoyangu - zm. 22 marca 190 w Luoyangu) – cesarz Chin z dynastii Han, panujący od 15 maja do 28 września 189 roku.
Liu Bian był synem cesarza Linga (168 - 189) i He (jej imię osobiste nie jest znane). Ponieważ wcześniej kilkoro cesarskich dzieci zmarło we wczesnym okresie życia, Liu Bian wychowywał się poza pałacem w domu taoisty Shi Zimiao i stąd nazywany był czasem markizem Shi (shi hou). To wychowywanie w innym miejscu najprawdopodobniej miało na celu uniknięcie wpływu złych sił, które podejrzewano o spowodowanie śmierci poprzednich dzieci Lingdi. Ten ostatni miał wątpić w zdolności Liu Biana i skłaniać się do nominowania oficjalnym następcą tronu jego młodszego, przyrodniego  brata, Liu Xie. Niemniej ostatecznie przed swoją śmiercią 13 maja 189 roku Lingdi nie zdążył uczynić oficjalnym następcą tronu żadnego ze swoich synów. Powierzył on jedynie Liu Xie opiece eunucha Jian Shi, któremu jako pułkownikowi pierwszej armii (shangjun xiaowei) formalnie podlegały wszystkie oddziały w stolicy i jej okolicach.
Podczas gdy Jian Shi wraz z matką cesarza Linga, cesarzową wdową Dong (imię osobiste nieznane), dążył do zapewnienia tronu Liu Xie, to o tron dla Liu Biana walczyła jego matka, współdziałająca ze swoim bratem, naczelnym generałem (da jiangjun) He Jinem. Jian Shi zamierzał zabić He Jina, ten jednak dowiedział się o planowanym zamachu i udało mu się go uniknąć. Ostatecznie 15 maja 189 roku Liu Bian objął tron i natychmiast zmieniono erę panowania na Guangxi, a w cesarstwie ogłoszono amnestię. Matka Liu Biana jako cesarzowa wdowa sprawowała regencję w jego imieniu. Według Księgi Późniejszych Hanów w chwili objęcia tronu Liu Bian miał ukończone siedemnaście sui, z czego wynikałoby, że urodził się w roku 173. Zgodnie z Zapiskami Późniejszych Hanów Zhang Fana miał on jednak wtedy lat czternaście, co wskazywałoby na to, iż urodził się w roku 176. Rafe de Crespigny uważa, że biorąc pod uwagę zachowanie Liu Biana w chwili śmierci, kiedy urządził on sobie przyjęcie ze swoimi konkubinami, za bardziej prawdopodobną powinniśmy uznać wcześniejszą z tych dwóch dat urodzenia.
27 maja He Jin doprowadził do aresztowania Jian Shi i jego egzekucji, 7 czerwca zaś otoczył siły podporządkowane Dong Zhongowi, generałowi będącemu kuzynem cesarzowej wdowy Dong, i zmusił go do samobójstwa. Z żalu i gniewu cesarzowa wdowa Dong zmarła 7 lipca. Teraz He Jin zamierzał pozbyć się wpływów eunuchów, którzy zdobyli ogromną władzę podczas panowania Lingdi. Ci jednak dowiedzieli się o jego zamiarach i 22 września 189 roku zamordowali go. W odpowiedzi dowódca gwardii, Yuan Shao, zaatakował pałac i dokonał masowej rzezi eunuchów. W trakcie walk spłonęły pałace cesarskie i 24 września Liu Bian wraz ze swoim bratem został wyprowadzony z Luoyangu przez niewielką grupkę eunuchów uciekających pod przywództwem Zhang Ranga. Nad brzegiem Huang He zostali oni jednak doścignięci przez lokalnego urzędnika, Min Gonga, który zabił kilku eunuchów, podczas gdy pozostali, włącznie z Zhang Rangiem, wskoczyli do rzeki i utonęli. Po tym wydarzeniu Min Gong wraz z cesarzem i jego bratem rozpoczęli nocą pieszą wędrówkę z powrotem do Luoyangu, by po pewnym czasie u pewnego wieśniaka zdobyć chłopski wóz i na nim kontynuować swoją podróż. Ta historia w następnych stuleciach została wzbogacona o kolejne detale przez ulicznych opowiadaczy i stała się niejako symbolem upadku cesarskiej władzy dynastii Han.
Powstały w trakcie walk pożar Luoyangu sprowadził do niego generała Dong Zhuo, który obozował kilkadziesiąt kilometrów od stolicy. Teraz wraz ze swoimi weteranami stał się on panem sytuacji. 25 września Dong Zhuo odnalazł w górach na północ od stolicy cesarza i jego młodszego brata. Podobno miał się on zapytać Liu Biana co się stało, ten jednak przestraszony widokiem jego żołnierzy nie był w stanie udzielić mu składnej odpowiedzi. Wtedy Dong Zhuo zaczął rozmawiać z Liu Xie, który opowiedział mu wszystko ze szczegółami, czyniąc na nim bardzo dobre wrażenie. Podobno ta rozmowa oraz fakt, że Dong Zhuo przypisywał sobie pochodzenie z tego samego rodu co cesarzowa wdowa Dong zdecydowały o tym, iż zaczął on dążyć do detronizacji Liu Biana i wprowadzenia na tron Liu Xie. W rzeczywistości motywy jego postępowania nie są jednak jasne. Być może po prostu chciał on by cesarzem był ktoś, kto swoją pozycję całkowicie zawdzięcza jemu.
W każdym razie niemal natychmiast po opanowaniu stolicy Dong Zhuo zaczął przygotowywać grunt pod detronizację Liu Biana. Yuan Shao, który się temu sprzeciwiał, uciekł ze stolicy już 26 września. 28 września cesarzowa wdowa He została zmuszona do stwierdzenia detronizacji swojego syna i uznania cesarzem Liu Xie. Liu Bian został mianowany królem (wang) Hongnongu. Dwa dni później jego matka została otruta na rozkaz Dong Zhuo. Kiedy na początku 190 roku przeciwko władzy tego ostatniego wybuchła rebelia na wschodzie, Liu Bian stał się naturalnym kandydatem na cesarza buntowników. Najprawdopodobniej z tego właśnie powodu 22 marca 190 roku został on otruty na rozkaz Dong Zhuo przez szefa jego osobistego sztabu i prefekta dżentelmenów pałacu (zhonglang ling) Li Ru. Księga Późniejszych Hanów opowiada o tym jak zmuszono go do wypicia trucizny. Kiedy stało się jasne, że nie da się uniknąć śmierci, Liu Bian urządził pożegnalne przyjęcie ze swoimi konkubinami. Jego faworyta dama Tang Ji zatańczyła dla niego i zaśpiewała pożegnalną pieśń.
Nie wiadomo gdzie Liu Bian został pochowany. Według Księgi Późniejszych Hanów nadano mu imię pośmiertne Hongnong Huai Wang. Znak Huai (懷) oznacza "pamiętany", ale także "lubiany", "żałowany" i "ten, po którym zachowujemy żałobę". W późniejszej historiografii często odnosi się do niego także za pomocą przydomka, który dzieli on z kilku innymi młodo zmarłymi cesarzami – Shaodi (少帝), Mały Cesarz.